# James Patterson
James B. Patterson (Newburgh, Orange County, 22 maart 1947) is een Amerikaans auteur van voornamelijk thrillers.
Naast zijn bekendste reeksen Alex Cross en Women's Murder Club heeft hij veel losstaande boeken geschreven, zoals The Thomas Berryman Number uit 1976, waarmee hij de Edgar Allan Poe Award won voor beste debuut. Wereldwijd zijn van James Patterson meer dan 270 miljoen boeken verkocht. Ook zijn meerdere boeken van hem verfilmd.
Patterson woont in Palm Beach, Florida.

### Series

#### Alex Cross
1. Along came a spider (1992); vertaald als Slaap kindje, slaap (1993) (ook vertaald als Op zoek naar Maggie Rose) - verfilmd als Along Came a Spider
2. Kiss the girls (1994); Meisjes plagen (1995) (ook vertaald als De Regels van het Huis) - verfilmd als Kiss the Girls
3. Jack and Jill (1996); Pak me dan (1996)
4. Cat and mouse (1997); Kat en muis (1997)
5. Pop goes the Weasel (1999); Wie het laatst lacht (2000)
6. Roses are red (2000); Rozen verwelken (2002)
7. Violets are blue (2001); Schepen vergaan (2003)
8. Four blind mice (2002); Wie niet horen wil... (2004)
9. The big bad wolf (2003); Het uur van de wolf (2005)
10. London bridges (2004); Zij die gaan sterven (2006)
11. Mary, Mary (2005); In naam van de vader (2006)
12. Alex Cross (ook gepubliceerd onder de titel 'Cross') (2006); Cross (2007) - verfilmd als Alex Cross
13. Double Cross (2007); Tweestrijd (2007)
14. Cross Country (2008); Cross country (2008)
15. I, Alex Cross (2009); Ik, Alex Cross (2009)
16. Cross Fire (2010); Cross Fire (2010)
17. Kill Alex Cross (2011); Kill Alex Cross (2011)
18. Alex Cross, Run (2013); Ren, Alex Cross (2013)
19. Cross My Heart (2013); Erewoord, Alex Cross (2013)
20. Hope To Die (2014); Doodswens (2015)
21. Cross Justice (2015); Gerechtigheid (2016)
22. Cross Kill (2016); niet vertaald
23. Cross The Line (2016); Over de grens (2017)
24. Detective Cross (2017); niet vertaald
25. The People vs. Alex Cross (2017); De zaak tegen Alex Cross (2018)
26. Target: Alex Cross (2018); Doelwit Alex Cross (2019)
27. Criss Cross (2019); Hinderlaag (2019)
28. Deadly Cross (2020); Dubbelspel (2020)
29. Fear No Evil (2021); Klopjacht (2022)

Buiten de reguliere serie om:
1. Merry Christmas, Alex Cross
2. Alex Cross's Trial

#### Women's Murder Club
1. 1st to die (2001); De eerstverlorene (2001)
2. 2nd chance (2002, met Andrew Gross); Mijn wil geschiede (2003)
3. 3rd degree (2004, met Andrew Gross); De derde aanslag (2007)
4. 4th of july (2005, met Maxine Paetro); De vierde seconde (2005)
5. The 5th horseman (2006, met Maxine Paetro); De vijfde vrouw (2007)
6. The 6th target (2007, met Maxine Paetro); Het zesde slachtoffer (2008)
7. 7th heaven (2008, met Maxine Paetro); Zevende Hemel (2008)
8. The 8th confession (2009, met Maxine Paetro); Achtste bekentenis (2009)
9. The 9th judgement (2010, met Maxine Paetro); Het negende oordeel (2010)
10. The 10th anniversary (2011, met Maxine Paetro); Het tiende jaar (2011)
11. 11th Hour (2012, met Maxine Paetro); Het elfde uur (2012)
12. 12th of Never (2013, met Maxine Paetro); De twaalfde van nooit (2013)
13. Unlucky 13 (2014, met Maxime Paetro); Het dertiende ongeluk (oktober 2014)
14. 14th Deadly Sin (2015, met Maxime Paetro); De veertiende leugen (oktober 2015)
15. 15th Affair (2016, met Maxime Paetro); De vijftiende affaire (november 2016)
15.5. The Trial (2016, met Maxime Paetro)
16. 16th Seduction (2017, met Maxime Paetro); De zestiende verleiding (november 2017)
16.5. The Medical Examiner (2017, met Maxime Paetro)
17. The 17th Suspect (2018, met Maxine Paetro); De zeventiende verdachte (2018)

#### Private Novels
1. Private (2010, met Maxine Paetro)
2. Private London (2011, met Mark Pearson)
3. Private Games (2012, met Mark Sullivan)
4. Private No.1 Suspect (2012, met Maxine Paetro); Private - De hoofdverdachte (2013)
5. Private Berlin (2013, met Mark Sullivan)
6. Private Down Under (ook gepubliceerd onder de titel 'Private Oz') (2013, met Michael White); Private Oz (2012)
7. Private L.A. (2014, met Mark Sullivan)
8. Private India: City on Fire (2014, met Ashwin Sanghi)
9. Private Vegas (2015, met Maxine Paetro)
10. Private Sydney (2015, met Kathryn Fox)
11. Private Paris (2016, met Mark Sullivan)
12. The Games (2016, met Mark Sullivan)
13. Count to Ten (2017, met Ashwin Sanghi)
14. Private: Gold (2017, met Jassy Mackenzie)

#### Michael Bennett
1. Step on a crack (2007)
2. Run for you life (2009)
3. Worst case (2010)
4. Tick Tock (2011)
5. I, Michael Bennett (2012)
6. Gone (2013)
7. Burn (2014)
8. Alert (2015)
9. Bullseye (2016)
10. Chase (2016)

#### Maximum Ride
(Tienerserie, alleen in het Engels te verkrijgen)
1. The Angel Experiment (2005)
2. School's out forever (2006)
3. Saving the world and other extreme sports (2007)
4. The final warning (2008)
5. MAX (2009)
6. FANG (2010)
7. ANGEL (2011)
8. Nevermore (2012)
9. Maximum Ride Forever (2015)

#### NYPD RED
1. NYPD RED (2012, met Marshall Karp)
2. NYPD RED 2 (2014, met Marshall Karp)
3. NYPD RED 3 (2015, met Marshall Karp)
4. NYPD RED 4 (2016, met Marshall Karp)

#### I, Funny
(Jeugdserie, alleen in het Engels verkrijgbaar)
1. I, Funny (2012, met Chris Grabenstein)
2. I Even Funnier (2014, met Chris Grabenstein)

#### Confessions
(Tienerserie)
1. Confessions of a Murder Suspect (2012, met Maxine Paetro); Bekentenis van een moordverdachte (2014)
2. The Private School Murders (2014, met Maxine Paetro)
3. The Paris Mysteries (2014, met Maxine Paetro)

#### Middle School
(Jeugdserie, deels alleen in het Engels verkrijgbaar)
1. The Worst Years of my Life (2011, met Chris Tebbetts); De ergste jaren van mijn leven (2015)
2. Get me out of Here! (2012, met Chris Tebbetts); Ik wil hier weg (2016)
3. My Brother is a big, fat Liar (2013, met Lisa Papademetriou); Liegebeest (2017)
4. How I survived Bullies, Broccoli and Snake Hill (2013, met Chris Tebbetts) Pestkoppen en paperige broccoli (2014)
5. Summer of the Booger-Eater (2013)
6. Ultimate showdown (2014, met Julia Bergen)
7. Save Rafe! (2014, met Chris Tebbetts)
8. How I got lost in Londen (2014, met Chris Tebbetts)
9. Just my rotten luck (2015, met Chris Tebbetts)
10. Dog's best friend (2016, met Chris Tebbetts)
11. Hollywood 101 (2016, met Martin Chatterton)
12. Escape to Australia (2017, met Martin Chatterton)
13. From hero to zero (2018, met Chris Tebbetts)
14. Born to rock (2019, met Chris Tebbetts)
15. Master of Disaster (2020, met Chris Tebbets)

#### Daniel X
(Jeugdserie, alleen in het Engels verkrijgbaar)
1. Dangerous Days of Daniel X (2008, met Michael Ledwidge)
2. Daniel X, Alien Hunter (beeldroman) (2008, met Leopoldo Gout)
3. Watch the Skies (2009, met Ned Rust)
4. Demons and Druids (2010, met Adam Sadler)
5. Game Over (2011, met Ned Rust)
6. Armageddon (2012, met Chris Grabenstein)

#### Witch and Wizard (Heks en Tovenaar)
(Jeugdserie)
1. Witch and Wizard (2009, met Gabrielle Charbonnet); Heksenjacht (2012)
2. Battle for Shadowland (beeldroman) (2010)
3. The Gift (2010, met Ned Rust); De gave (2013)
4. Operation Zero (beeldroman) (2011)
5. The Fire (2011, met Jill Dembowski); Het vuur (2013)
6. The kiss (2012, met Jill Dembowski)

#### Honeymoon
1. Honeymoon (2005, met Howard Roughan); Belofte maakt schuld
2. Second Honeymoon (2013, met Howard Roughan)

#### When the Wind Blows
1. When the Wind Blows (1998); Hoor de wind waait
2. The Lake House (2003)

#### Treasure Hunters
1. Treasure Hunters (2013, met Chris Grabenstein); Schattenjagers (2014)
2. Treasure Hunters. Danger down the Nile (2014, met Chris Grabenstein); Schattenjagers. Gevaar op de Nijl (2015)
3. Treasure Hunters.Secret of the forbidden city (2015, met Chris Grabenstein); Schattenjagers. Het geheim van de verboden stad (2017)

### Losstaande boeken
1. The Thomas Berryman Number (1976)
2. Season of the Machete (1977)
3. The Jericho Commandment (1977) (in 1997 heruitgegeven onder de titel See How They Run); O.S. Commando (1980)
4. Virgin (1980); De maagd (1980)
5. Black Market (1986) (in 2000 gepubliceerd als Black Friday); Zwarte markt (1986)
6. The Midnight Club (1988); De Midnight Club (2006)
7. Hide & Seek (1996); Wie niet weg is (1998)
8. Miracle on the 17th Green (1996); Een slag uit duizenden (1998)
9. Cradle & All (2000)
10. Suzanne's Diary for Nicholas (2001); Een hart van glas (2004)
11. Beach House (2002); Slotpleidooi (2004)
12. The Jester (2003)
13. Sam's Letters to Jennifer (2004); Ontrafeld verleden (2005)
14. Santa Kid (2004)
15. Lifeguard (2005); Zomer van verraad (2006)
16. Beach Road (2006); Hittegolf (2007)
17. Judge and Jury (2006)
18. The Quickie (2007); De affaire (2008)
19. You've Been Warned (2007); Je bent gewaarschuwd (2008)
20. Sundays at Tiffany's (2008)
21. Sail (2008)
22. Swimsuit (2009); Bikini (2009)
23. The Postcard Killers (2010, met Liza Marklund); Partnerruil (2010)
24. Don't Blink (2010); Ooggetuige (2011)
25. Bloody Valentine (2011, Quick Reads 2011)
26. Now you see her (2011); Hitte (2012)
27. Toys (2011, met Neil McMahon)
28. Kill me if you can (2011, met Marshall Karp)
29. The Christmas Wedding (2011, met Richard DiLallo)
30. Guilty wives (2012); Moordweekend (2012)
31. Zoo Graphic Novel (2012, met Michael Ledwidge)
32. Mistress (2013, met David Ellis); Minnares (2014)
33. First Love (2012, met Emily Raymond)
34. Zoo (2012, met  Michael Ledwidge); Zoo (2016)
35. Vermillion
36. Invisible (2014, met David Ellis); Onzichtbaar (2015)
37. Truth or Die (2015, met Howard Roughan)
38. The Murder House (2015, met David Ellis); Moordhuis (2017)
39. Murder Games (2017, met Howard Roughan); Moordspel (2018)
40. The President is missing (2018) ISBN 9781780898407 (nl: President vermist ISBN 9789046824092) met Bill Clinton (2018)[1]